# M73 (Maschinengewehr)
Die M73 und M219 sind Maschinengewehre im NATO-Kaliber 7,62 mm, die für die Bewaffnung von Panzern konstruiert wurden. Im Grund waren sie abgespeckte M1919-Browning-Maschinengewehre, um in den engen gepanzerten Fahrzeugen Platz zu sparen. Verwendet wurde das Maschinengewehr im Kampfpanzer M48 Patton, in der MBT-Serie des M60 (inklusive des M728 Combat Engineer Vehicle) und im leichten Panzer M551 Sheridan.

## Entwicklung
Von Rock Island Arsenal als koaxiales Maschinengewehr entwickelt und von General Electric produziert, sollte das M73 das Browning M1919 der Baureihen M1919A4E1, M1919A5 und M37 ersetzen, die noch in der Nachkriegszeit weiter benutzt wurden.
Das Maschinengewehr 7,62 mm, M73 wurde offiziell im Jahr 1959 eingeführt. Es ist ein luftgekühlter Rückstoßlader, nutzt jedoch die Patronengase, um den Rückstoß zu verstärken. Durch die starke konstruktive Anlehnung an das M1919 konnte das Gewicht der Waffe auf vergleichbarem Niveau gehalten werden. Die Waffe ist mit einer Schnellwechseleinrichtung des Laufes und einer Munitionsgurt-Zugeinrichtung ausgestattet und kann von beiden Seiten mit Munition versorgt werden (obgleich die linke Seite bevorzugt wurde).
Im Bestreben, das M73 auch als Infanteriewaffe nutzbar zu machen, wurde die Waffe mit einem Visier und einem Handabzug ausgestattet und Maschinengewehr, 7,62 mm, M73C genannt. Die Waffe war jedoch unbeliebt und nur wenige wurden produziert. Dementsprechend sei sie im Vietnamkrieg kaum verwendet worden.
Das M73 litt unter einer großen Zahl von Fehlfunktionen und Ladehemmungen. Eine weiterentwickelte Version der M73 wurde schließlich 1970 als Maschinengewehr 7,62 mm, M73A1 mit einem verbesserten Auswurfmechanismus herausgebracht. Im Jahr 1977 wurde entschieden, dass diese Waffe sich hinlänglich von ihrem Vorgänger unterscheidet und so in Maschinengewehr, 7,62 mm, M219 umbenannt. Diese Waffen wurden schließlich durch das M60- und M240-Maschinengewehr abgelöst. Fahrzeuge, die immer noch mit dem M73 ausgerüstet waren, wurden mit den neuen Waffen ausgestattet.

## Varianten

### M73
- eingeführt im Jahr 1959

### M73C
- Flexible Infanterie-Variante mit Visier und Pistolenabzug.
- nutzte ein spezielles Dreibein, das XM132[1]

### M73A1/M219
- entwickelt 1970 als eine weiterentwickelte Variante mit einem verbesserten Auswurfmechanismus, um die oft auftretenden Ladehemmungen zu beseitigen
- 1977 umbenannt in M219